# James Buchan
James Buchan (né le 11 juin 1954) est un romancier et historien écossais.

## Biographie
Buchan est le fils de William Buchan, 3e baron Tweedsmuir, et le petit-fils de John Buchan, 1er baron Tweedsmuir, romancier et diplomate écossais. Il a plusieurs frères et sœurs, dont l'écrivaine Perdita Buchan (en). Formé à Eton et au Magdalen College d'Oxford, il commence sa carrière comme correspondant au Financial Times, écrivant depuis le Moyen-Orient, l'Allemagne et les États-Unis. En 1986, il épouse Evelyn Rose Phipps, fille d'Oswald Phipps, 4e marquis de Normanby. Elle est décédée en 2018. Il a trois enfants et vit dans le Norfolk, en Angleterre.

### Romans
- A Parish of Rich Women (1984) Prix Whitbread du livre de l'année[2], Prix Betty Trask[3]
- Davy Chadwick (1987)
- Slide (1991)
- Heart's Journey in Winter (1995) (The Golden Plough aux États-Unis) Prix Guardian Fiction
- High Latitudes (1996)
- A Good Place to Die (1999) (The Persian Bride aux États-Unis)
- The Gate of Air (2008)
- A Street Shaken by Light (2022)[4]

### Non-fiction
- Frozen Desire: The Meaning of Money (1997)
- Capital of the Mind: How Edinburgh Changed the World (2003) (Crowded with Genius: Edinburgh's Moment of the Mind aux États-Unis)
- Adam Smith and the Pursuit of Perfect  Liberty (2006) (The Authentic Adam Smith: His Life and Ideas aux États-Unis)
- Days of God: The Iranian Revolution and its Consequences (2012) Prix du livre du Washington Institute for Near East Policy (médaille d'argent)
- John Law : A Scottish Adventurer of the Eighteenth Century (2018)